# Воллінс-Крік (Кентуккі)
Воллінс-Крік (англ. Wallins Creek) — переписна місцевість (CDP) в США, в окрузі Гарлан штату Кентуккі. Населення — 212 особи (2020).

## Географія
Воллінс-Крік розташований за координатами 36°49′37″ пн. ш. 83°24′54″ зх. д. / 36.82694° пн. ш. 83.41500° зх. д. (36.827049, -83.414917).  За даними Бюро перепису населення США в 2010 році переписна місцевість мала площу 0,86 км², з яких 0,81 км² — суходіл та 0,05 км² — водойми. В 2017 році площа становила 1,44 км², з яких 1,37 км² — суходіл та 0,07 км² — водойми.

## Демографія
Згідно з переписом 2010 року, у місті мешкало 156 осіб у 59 домогосподарствах у складі 41 родини. Густота населення становила 182 особи/км².  Було 69 помешкань (80/км²).
Расовий склад населення:
| - 99,4 % — білих - 0,6 % — азіатів |

До двох чи більше рас належало 0,0 %. Частка іспаномовних становила 0,0 % від усіх жителів.
За віковим діапазоном населення розподілялося таким чином: 24,4 % — особи молодші 18 років, 62,1 % — особи у віці 18—64 років, 13,5 % — особи у віці 65 років та старші. Медіана віку мешканця становила 38,7 року. На 100 осіб жіночої статі у місті припадало 97,5 чоловіків;  на 100 жінок у віці від 18 років та старших — 90,3 чоловіків також старших 18 років.
Середній дохід на одне домашнє господарство  становив 25 228 доларів США (медіана — 24 028), а середній дохід на одну сім'ю — 32 119 доларів (медіана — 26 429). За межею бідності перебувало 26,1 % осіб, у тому числі 26,9 % дітей у віці до 18 років та 20,7 % осіб у віці 65 років та старших.
Цивільне працевлаштоване населення становило 36 осіб. Основні галузі зайнятості: освіта, охорона здоров'я та соціальна допомога — 27,8 %, сільське господарство, лісництво, риболовля — 22,2 %, роздрібна торгівля — 19,4 %.